# EMD DD35A
EMD DD35A는 EMD DDA35 라고도 하는 유니언 퍼시픽 철도 전용으로 제너럴 모터스 일렉트로 모티브 디젤에서 제작한  D-D휠 베열의 5,000 hp (3,730 kW)디젤 전기 기관차이다. 그들은 이전의 케이블 부스터(B 유닛) EMD DD35 (때때로 'DD35B'라고 잘못 불림)의 운전실 장착 변형이었다. 15대의 DD35A 기관차가 1965년 5월에서 7월 사이에 제작되었다. 그들은 로드 번호가 70부터 84까지 부여되었다. 이 요청은 또한 알코 센추리 855 및 GE U50 도입으로 이어졌다. 8축 쌍발 기관차의 추가 개발로 가장 잘 알려진 최종 유형인 DDA40X "센테니얼"이 탄생했다.

## 역사
이전 케이블과 마찬가지로 DDA35는 기본적으로 공통 프레임에 있는 두 대의 EMD GP35 기관차였으며 4-축 플렉시코일 트럭의 켤레를 타고 있었다. GP35의 운전실은 프런트 엔드에 장착되어 DD35보다 긴 프레임이 필요했다. 아래의 연료 탱크가 길어지고 중앙 통과 통로가 단일 캡으로 인해 뒤쪽으로 약간 이동되었다. 또 다른 차이점은 DD35A에 EMD의 EMD 645-엔진 데모 (프로토타입 SD40 데모)에서 테스트중 이었던 새로운 플레어 라디에이터 섹션이 장착되었다는 점이다.
DD35는 처음에는 매우 신뢰할 수 없었다. 이 중 일부는 내부 모래박스의 모래가 전기 장치에 들어가는 것으로 비난을 받았으므로 1969년에 새로운 모래박스가 복도에 설치되었다. DD35는 DC 발전기와 구식 개폐 장치로 제작된 마지막 EMD 로드 장치 중 하나였다. 최신 AC/DC 장비보다 유지 관리가 더 많이 필요했다.
일단 톱니 문제가 극복되면 DD35는 합리적으로 성공했지만, 소형 유닛보다 유연성이 떨어지며 1980년대 초반에 경제 악화로 인해 서비스에서 철수했다. 그들은 1981년까지 퇴역하기 전에 유타 주 솔트레이크시티에서 마지막 몇 달동안 운행했다. DD35의 유형의 예는 보존되지 않았다.

## 오리지널 구매자
| 소유자             | 대수 | 번호  |
| ------------------ | ---- | ----- |
| 유니언 퍼시픽 철도 | 15   | 70-84 |

## 같이 보기
- EMD DD35
- EMD DDA40X
- EMD DDM45
- 알코 센추리 855
- GE U50C

## 참고 문헌
- Barris, Wes. “Union Pacific Centennials”. 2005년 1월 11일에 확인함.
- Pinkepank, Jerry A. (1973). 《The Second Diesel Spotter's Guide》. Milwaukee, WI: Kalmbach Publishing Co. ISBN 0-89024-026-4.
- Strack, Don. “Union Pacific's DD35 Double Diesels”. 《Utah Rails》.